# Chahar

Chahar op een kaart

Chahar (Цахар, 察哈爾, Cháhār), ook bekend als Chaha'er, Chakhar of Qahar, was een provincie van China in de periode van 1912 tot 1936. Het was voor het grootste deel gelegen binnen de huidige deelstaat Binnen-Mongolië. De naam is afgeleid van de Chahar-Mongolen.
- Afkorting: 察
- Hoofdstad: prefectuur Zhangjiakou (張家口廳, Zhāngjiākǒu Tīng), in sommige oude westerse literatuur ook bekend als Kalgan (хаапга: Mongools voor poort). (Huidige Zhangjiakou-stad, Hebei.)
- Voorzitter: Zhang Zizhong (張自忠)

## Bestuur en geschiedenis
In het Qing Rijk was Chahar geen provincie, maar een speciale regio, genaamd Zhangyuan (張垣特區). Yao Xiguang (姚錫光) stelde voor om Chahar tot een provincie te maken in zijn "Een nederig voorstel voor de indeling van Mongolië" (Chóu Měng Chú Yì).
In 1913, het tweede jaar van de Republiek China, werd de "Speciale Administratieve Regio Chahar" gecreëerd als een onderverdeling van de provincie Zhili (直隸), met 6 vlaggen en 11 regio's:
- Zhāngbèi (張北)
- Duōlún (多倫)
- Gǔyuán (沽源)
- Shāngdū (商都)
- Bǎochāng (寶昌)
- Kāngbǎo (康保)
- Xīnghé (興和)
- Táolín (陶林)
- Jíníng (集寧)
- Fēngzhèn (豐鎮)
- Liángchéng (涼城)

In 1928 werd het een provincie. De laatste vijf regio's van de bovenstaande lijst (vanaf Xinghe) werden toebedeeld aan Suiyuan. Verder werden 10 regio's van de provincie Hebei toegevoegd:
- Xuānhuà (宣化)
- Chìchéng (赤城)
- Wànquán (萬全)
- Huáilái (懷來)
- Wèi (蔚)
- Yángyuán (陽原)
- Lóngguān (龍關)
- Yánqìng (延慶)
- Huái'ān (懷安)
- Zhuōlù (涿鹿)

Alle vlaggen maakten deel uit van de Shilingol Alliantie (锡林郭勒盟).
Van 1937 tot 1945 was de provincie bezet door Japan en maakte zij deel uit van Mengjiang, een door Japan gecontroleerde regio onder het bestuur van prins Demchugdongrub van de Shilingol Alliantie.
In 1952, zes jaar nadat Chahar communistisch was geworden, werd de provincie afgeschaft en verdeeld over Binnen-Mongolië, Peking en Hebei.

## Geografie
- Oppervlakte: 278.957 km²
- Noord: Mongolië
- Oost: Rehe, Liaobei, Xing'an

## Onderverdeling
Chahar is verdeeld in twee delen door de Chinese Muur:
- Zuid Chahar (察南)
- Noord Chahar (察北)

Andong · Chahar · Hejiang · Liaobei · Nenjiang · Rehe · Songjiang · Suiyuan · Xikang · Xing'an